# Shouning
Förväxla ej med häradet Zhouning som gränsar till Shouning i söder
Shouning är ett härad inom staden Ningde i provinsen Fujian i sydöstra Kina. Det ligger omkring 150 kilometer norr om provinshuvudstaden Fuzhou.
Shouning är indelat i åtta köpingar och sex socknar.
Köpingar (zhen):

- Aoyang (鳌阳镇)
- Fengyang (凤阳镇)
- Nanyang (南阳镇)
- Pingxi (平溪镇)
- Qingyuan (清源镇)
- Wuqu (武曲镇)
- Xietan (斜滩镇)
- Xixi (犀溪镇)

Socknar (xiang):

- Da'an (大安乡)
- Kengdi (坑底乡)
- Qinyang (芹洋乡)
- Tuoxi (托溪乡)
- Xiadang (下党乡)
- Zhuguanlong (竹管垅乡)